# Hermann Gmeiner

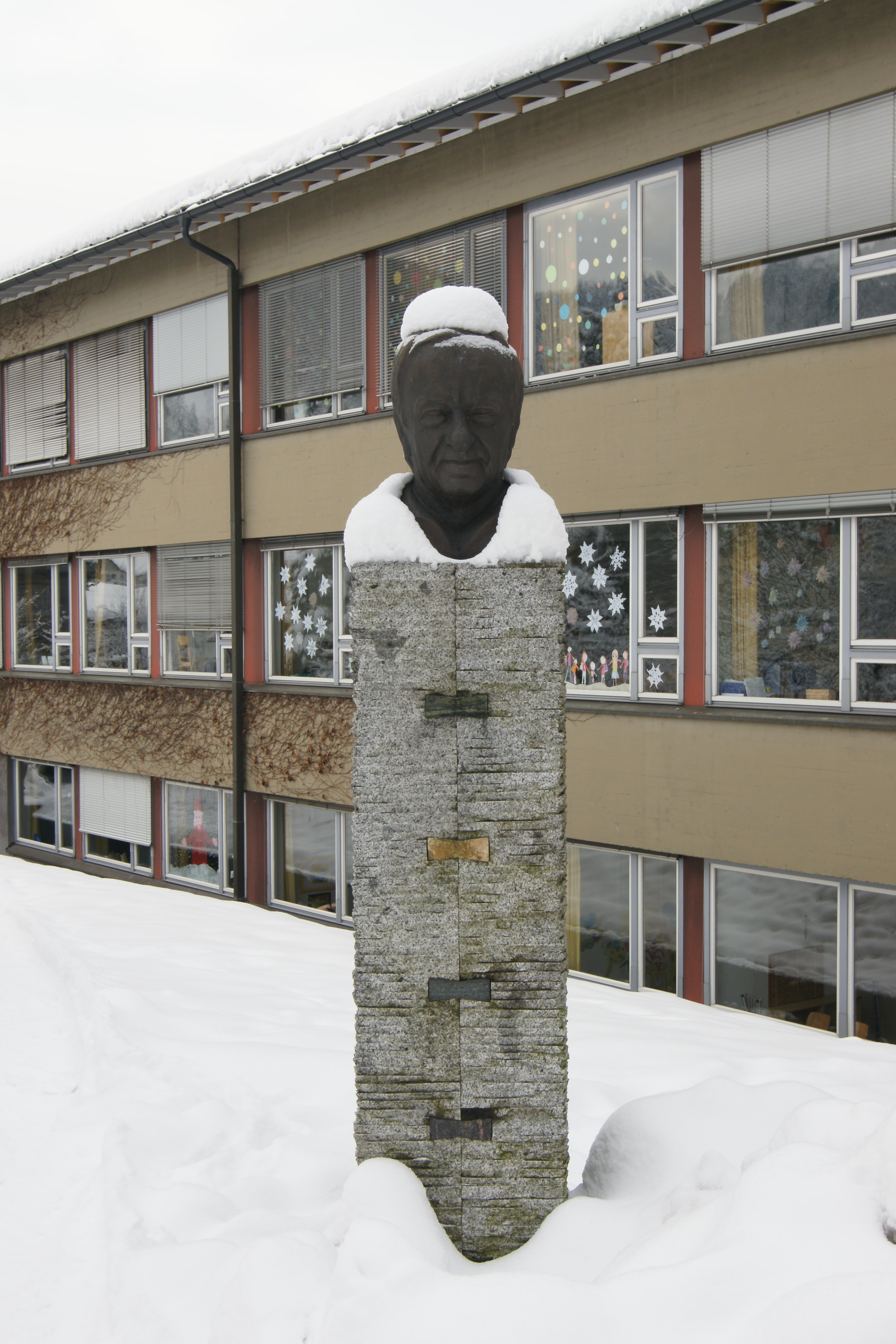
Büste vor der Volksschule in Alberschwende (2008)

Hermann Gmeiner (* 23. Juni 1919 in Alberschwende, Vorarlberg; † 26. April 1986 in Innsbruck, Tirol) war ein österreichischer Pädagoge. Er gründete nach dem Zweiten Weltkrieg die SOS-Kinderdörfer.

## Leben

### Kindheit

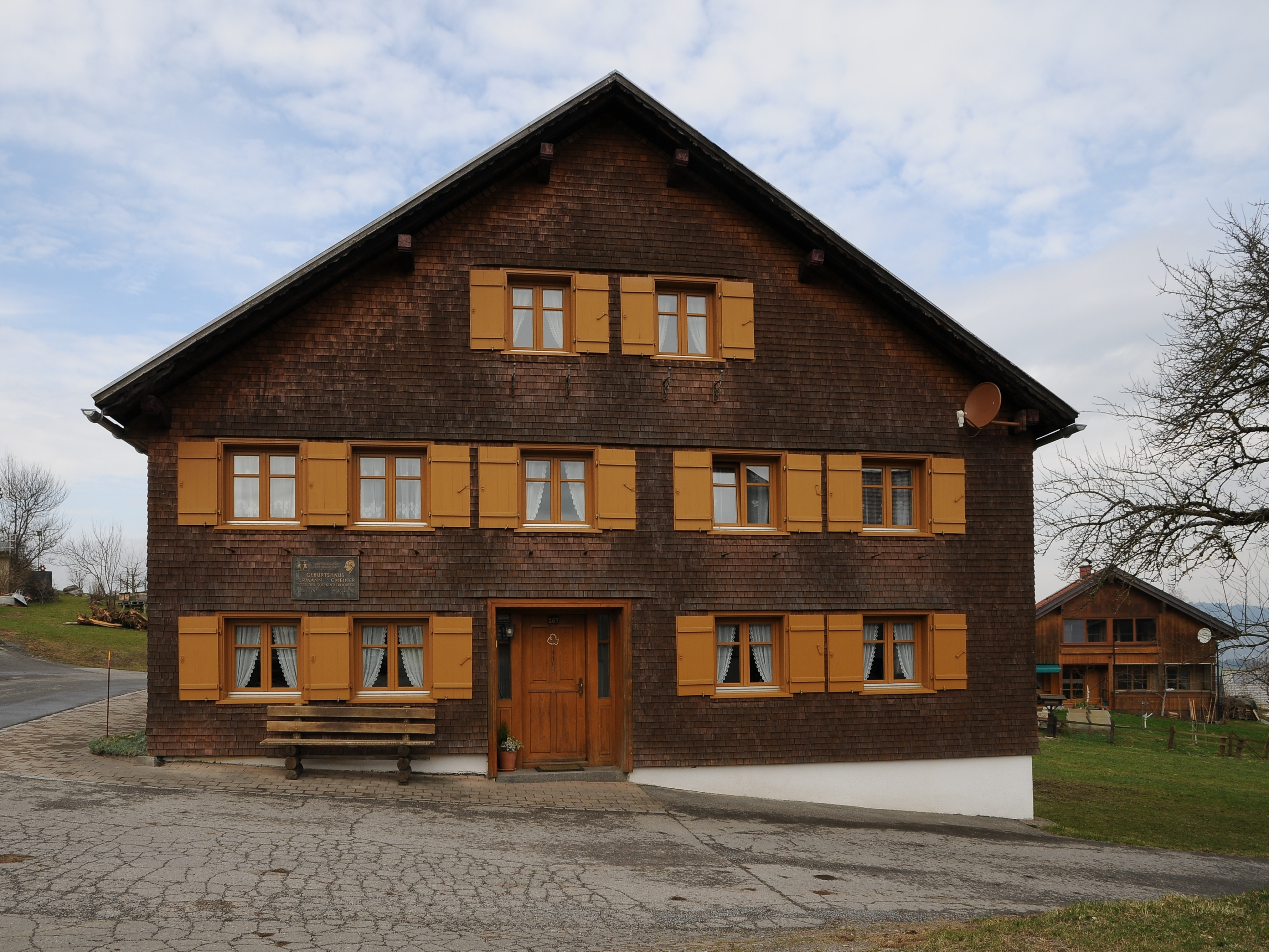
Geburtshaus in Vorholz, Alberschwende (2011)

Hermann Gmeiner wurde am 23. Juni 1919 als sechstes von neun Kindern einer Bergbauernfamilie in Alberschwende im österreichischen Vorarlberg geboren. Mit fünf Jahren, im März 1925, wurde er durch den Tod seiner Mutter Angelika Halbwaise. Die älteste Schwester Elsa übernahm die mütterlichen Pflichten im Haus und stellte damit die wichtigste Bezugsperson für ihn und sieben weitere Geschwister dar. Der frühe Verlust der Mutter und die Rolle seiner Schwester Elsa als Ersatzmutter für die Großfamilie wurde zu einem prägenden Erlebnis. Helmut Kutin betrachtet Elsas Aufopferung für die Familie und die Geborgenheit, die sie den Familienmitgliedern schenkte, als Schlüsselerlebnis, „das Hermann Gmeiners ganzes Leben prägen sollte.“

### Ausbildung und Kriegszeit
Auf Grund seiner Leistungen in der Dorfschule Alberschwende erhielt er ein Stipendium, das ihm ab 1936 den Besuch des Gymnasiums in Feldkirch ermöglichte. Noch vor Ablegung der Matura wurde Gmeiner im Februar 1940 zur Wehrmacht eingezogen.
Im Krieg gegen die Sowjetunion war Gmeiner u. a. an der Eismeerfront (Nordfinnland) und in Ungarn eingesetzt und wurde mehrmals verwundet. Einmal rettete ihm ein sowjetischer Junge das Leben. Diese Erinnerung daran sollte ein wichtiger spiritueller Wegweiser für Hermann Gmeiner werden. Er selbst meinte später, mit diesem Erlebnis habe jene Geschichte begonnen, „die ich eigentlich erzählen will“.
Bis November 1945 war er im Lazarett Bregenz. Nach seiner Genesung half er seinem Vater auf dem Bauernhof. Als der erste aus der Kriegsgefangenschaft heimgekehrte Bruder diese Stelle übernahm, konnte Hermann Gmeiner die Matura (Abitur) nachholen. Im Herbst 1946 begann er in Innsbruck Medizin zu studieren.

### Erste soziale Gedanken
Durch seine Tätigkeit als Ministrant, die der gläubige Gmeiner in der katholischen Pfarre des Innsbrucker Stadtteiles Mariahilf in seiner knappen Freizeit ausübte, kannte er den dortigen Kaplan Mayr. Als ihm im Winter 1947 ein zwölfjähriger Junge begegnete, dessen Schicksal ihn tief bewegte, kamen Erinnerungen an seine eigene Kindheit und seine Erlebnisse im Krieg hoch. Gmeiner wollte für den Jungen unbedingt etwas tun und ging mit seinem Anliegen zu Kaplan Mayr. So baute er eine neue Jugendgruppe auf. Er konnte 16 Jugendliche motivieren und gründete den Stoß-Trupp, der in der gesamten Tiroler katholischen Jugend bekannt wurde.
Hermann Gmeiner besuchte eine „Erziehungsanstalt“, sprach mit Jugendfürsorgerinnen und diskutierte mit anderen Studenten. Schließlich reifte in ihm die Überzeugung, dass Heime und Anstalten nicht der richtige Weg seien, um Kindern und Jugendlichen aus schwierigen Familienverhältnissen zu helfen. Dabei erinnerte er sich auch an seine eigene Kindheit, den frühen Verlust der Mutter und die Ersatzmutter in Gestalt seiner Schwester Elsa. Er entwarf den Plan, ein Haus für diese Kinder zu bauen, wo eine Mutter ein richtiges Daheim schenken konnte, ja eine ganze Anzahl dieser Häuser sollten es sein, ein richtiges Kinderdorf.

### Der Weg zum ersten SOS-Kinderdorf in Imst

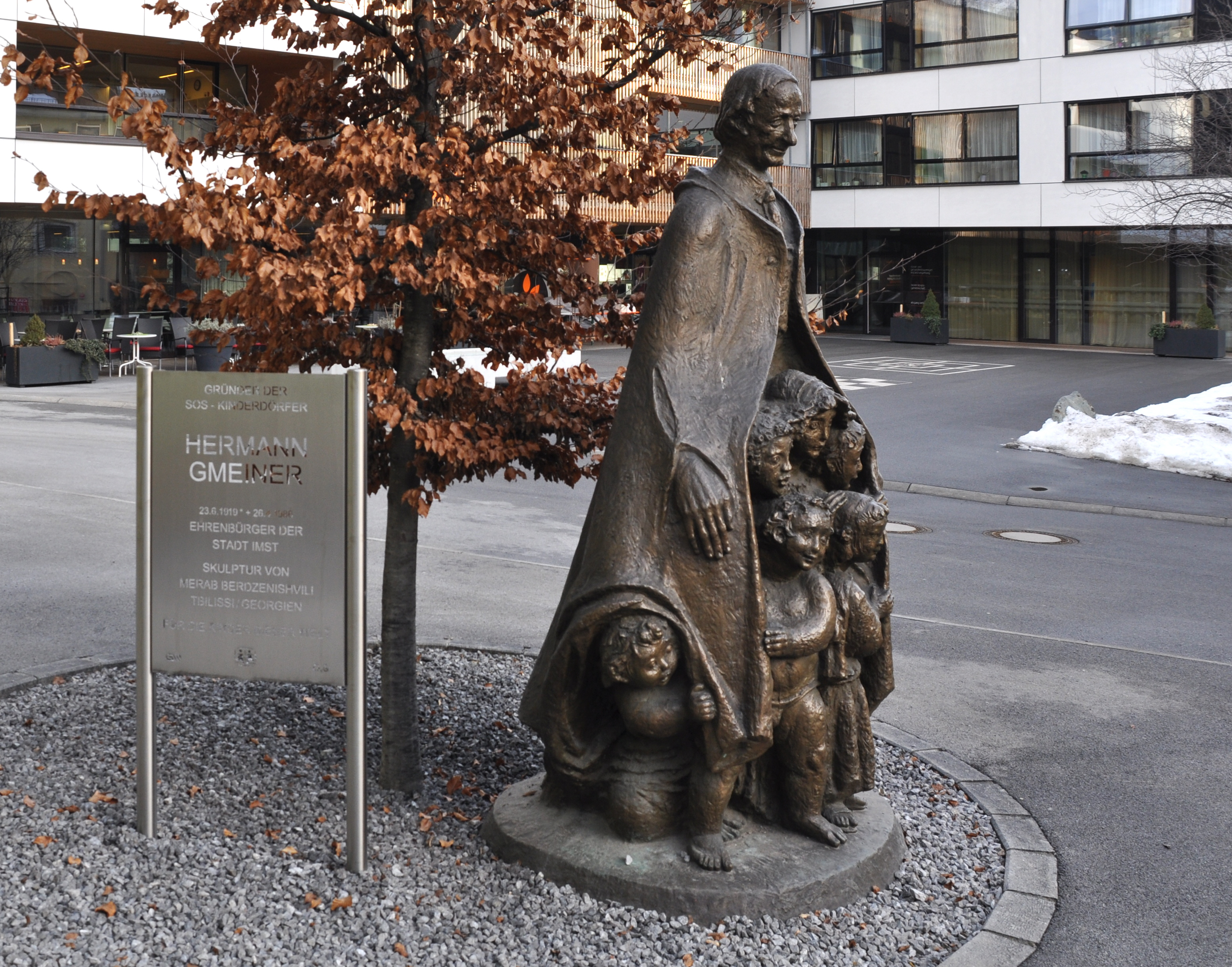
Hermann-Gmeiner-Denkmal (Merab Berdsenischwili) in Imst

1948 schlug Kaplan Mayr vor, dass Gmeiner zum Jugendführer für das gesamte Dekanat werden solle. In dieser Rolle gründete Gmeiner einen Verein. Am 25. April 1949 hielt er die Gründungsversammlung ab, die Ziele des Vereines sollten sein:
- Errichtung eines Dorfes für Waisenkinder
- Errichtung einer Einrichtung „Mutter und Kind“, zum Schutz verheirateter Mütter
- Errichtung eines „Mutterhauses“, zur Ausbildung einer Schwesternschaft für soziale Arbeit

Die Tätigkeit des Vereins sollte sich auf das Land Tirol beschränken und seinen Sitz in Innsbruck haben. Gmeiner gab dem Verein den Namen Societas Socialis; darin steckte bereits die Abkürzung SOS, was Save our Souls bedeutet (später: SOS-Kinderdorf).
Zuerst wollte Gmeiner die Idee des SOS-Kinderdorfes realisieren, erst dann sollten „Mutter und Kind“ und das „Mutterhaus“ in Angriff genommen werden. Er begann mit einem Kapital von 600 Schilling, dies waren seine gesamten Ersparnisse, und, nachdem man ihm in Innsbruck einen Abstellraum kostenlos zur Verfügung gestellt hatte, den er als Büro umfunktionierte, investierte er in Flugblätter, die einen Spendenaufruf enthielten, welche von einigen Frauen und Bekannten aus seiner Jugendgruppe in der Stadt verteilt wurden. 1949 schrieb er an Tiroler Gemeinden und ersuchte diese, dem Verein kostenlos ein Grundstück für den Bau eines Kinderdorfes zur Verfügung zu stellen. Der Bürgermeister der Stadt Imst, Josef Koch, antwortete positiv auf die Bitte Gmeiners. Gmeiner begegnete dort ein Kriegskamerad, der in Imst Baumeister war und sich bereit erklärte, mit dem Bau eines Hauses auf Kredit zu beginnen. Langsam zeigte sich der Erfolg vieler Mühe und es kam Geld herein, das meist sofort wieder in neue Mitgliederwerbung gesteckt wurde. Am 2. Dezember 1949 konnte die Dachgleiche (das Richtfest) des ersten Kinderdorfhauses gefeiert werden, ohne jedes Geld.
1949 gab Gmeiner sein Medizinstudium und die Arbeit als Dekanatsjugendführer auf, um sich völlig der SOS-Kinderdorf-Aufgabe widmen zu können. Es gab auch Schwierigkeiten: Er selbst und viele seiner Helfer wurden mehrmals von der Polizei festgenommen und verhört. Im Sommer 1949 kam es sogar zu einer Hausdurchsuchung. Durch einen befreundeten Rechtsanwalt konnte der Betrieb wieder aufgenommen werden. Im Frühjahr 1950 hatte er beinahe 1.000 regelmäßige Spendenmitglieder in seinen Listen stehen und es kamen auch größere Einzelspenden. Als die Gemeinde Imst zusagte, die notwendige Zufahrtsstraße, Strom- und Wasserleitung bis zum Grundstück kostenlos zu errichten, gab er den Auftrag, weitere vier Kinderdorfhäuser zu errichten.
Inzwischen hatte Gmeiner mit der Suche nach Kinderdorfmüttern begonnen. Die erste, Helene Diddl, brachte die Idee mit der Weihnachtskartenaktion ein. Die Spendenwerbung wurde auf ganz Österreich ausgedehnt und intensiviert. Dadurch konnte er bereits Ende 1950 sämtliche Schulden abzahlen. Am Weihnachtsabend 1950 wurde das erste Kinderdorfhaus von fünf Waisenkindern, die kurz vorher ihre Eltern verloren hatten, bezogen. Einige Monate später waren alle fünf Häuser fertiggestellt und im Sommer 1951 von insgesamt 45 Kindern bewohnt.
Die Kinderdörfer beruhen auf dem Prinzip Mutter-Geschwister-Haus-Dorf, das am ehesten den natürlichen Familienverhältnissen entspricht. Der Anfang war schwierig; zahllose Probleme mussten mit den Kinderdorfmüttern besprochen werden, der Schriftverkehr mit Jugendämtern, Pflegschaftsgerichten und Fürsorgeeinrichtungen bewältigt, und viele Details, von Impfkarten bis Dokumentenmappen, für die Kinder organisiert werden.

### Expansion der Kinderdörfer
Im Sommer 1951 fuhr Gmeiner nach Wien, um dort eine eigene SOS-Geschäftsstelle einzurichten. In diesem Jahr konnten in Imst zwei weitere Kinderdorfhäuser und ein Gemeindehaus errichtet werden. Im Gemeindehaus wurden eine Krankenstation, ein Gemeinschaftsraum, eine Waschküche, Näh- und Bastelzimmer sowie Lagerräume untergebracht. 1952 erschien erstmals der Kinderdorfbote, eine vierteljährliche Zeitschrift, die alles in und um die Kinderdörfer berichtete und an alle Spender verschickt wurde. Dieses Blatt sollte später, in zahlreichen Sprachen gedruckt, in Millionenauflage der wichtigste Spendenbringer werden. Daneben wurde der Kinderdorfkalender ins Leben gerufen, eine Kinderdorflotterie gegründet und mehr und mehr Unternehmen und Organisationen als Unterstützer gewonnen. Die immer reichlicher fließenden Spenden ermöglichten es Gmeiner in den folgenden Jahren, kontinuierlich das Kinderdorf in Imst weiter auszubauen.
1953 errichtete Gmeiner im italienischen Caldonazzo ein Ferienlager, das später ein Ort der Begegnung für alle europäischen Kinderdorfkinder werden sollte und als Ausbildungsstätte für spätere Kinderdorfleiter genutzt wurde. 1954 folgte in Innsbruck erstmals eine als Ausbildungszentrum für Kinderdorfmütter ins Leben gerufene Mütterschule. 1954 wurde in Nußdorf-Debant in Osttirol Grund gekauft und das zweite Kinderdorf der Welt gebaut. Am 23. Oktober 1955 konnte das erste Haus bezogen werden.
Am 10. Februar 1955 konnte Gmeiner in München die Gründungsversammlung des deutschen „SOS-Kinderdorf e. V.“ unter der Leitung von Jürgen Froelich und Peter Hecker eröffnen. 1955 gründete Gmeiner den Verein „SOS-Kinderdorf Oberösterreich“, unter ihrem Geschäftsführer Hansheinz Reinprecht entstand im Frühjahr 1956 das Kinderdorf Altmünster. 1956 wurde das erste Jugendhaus, wofür Gmeiner in Egerdach bei Innsbruck ein aufgelassenes Erholungsheim erwarb, eröffnet. Letzteres wurde Wohnung für spätere Lehrlinge und Studenten aus Kinderdörfern. 1957, nachdem Gmeiner monatelang persönlich in Wien Spenden gesammelt hatte, wurde das bis dahin größte Kinderdorf in Hinterbrühl im Wienerwald seiner Bestimmung übergeben. Nach anfänglichen Schwierigkeiten beim deutschen SOS-Kinderdorf e. V. – auch hier gab es polizeiliche Beschlagnahmungen – wurde 1958 das erste deutsche Kinderdorf in Dießen am Ammersee eröffnet. Es folgten Kinderdörfer in Frankreich und Italien.
1960 gründete Gmeiner in Straßburg den Dachverband „Europäischer Verband der SOS-Kinderdörfer“. Hier wurde auch beschlossen, den Namen SOS-Kinderdorf und das Kinderdorfemblem rechtlich zu schützen. Hermann Gmeiner wurde einstimmig zum Präsidenten gewählt, Hansheinz Reinprecht zum Generalsekretär. Nun begann die eigentliche und bis heute anhaltende Ausbreitung der SOS-Kinderdörfer in weiten Teilen der Welt. Nach weiteren europäischen Staaten folgte ein erstes überseeisches Kinderdorf in Südkorea. Bei einem Besuch in Seoul Anfang 1963 kam Gmeiner die Idee, für die Finanzierung ein Reiskorn für einen Dollar zu verkaufen. Die Kampagne „Ein Reiskorn für Korea“ war ein durchschlagender Erfolg, 1964 konnte der „Kinderdorfverein Korea“ gegründet werden und 1965 fand die Eröffnung des ersten außereuropäischen Kinderdorfes in Daegu statt. 1966 reiste er während des Vietnamkrieges nach Saigon, um ein SOS-Kinderdorf Vietnam ins Leben zu rufen, welches trotz des Krieges 1969 in Go Vap, einem Vorort von Ho-Chi-Minh-Stadt eröffnet werden konnte. Es folgten Kinderdörfer in Indien, unter anderem für die im Exil lebenden tibetischen Flüchtlingskinder, schließlich in Lateinamerika und Afrika.

Logo von SOS-Kinderdorf International

1965 trug Gmeiner der Internationalisierung seiner Idee Rechnung und der Dachverband wurde in „SOS-Kinderdorf International“ mit Sitz in Wien umbenannt. Um die Expansion in den ärmeren Ländern vorantreiben zu können, wurden in den nächsten Jahren in den reicheren Ländern zahlreiche eigene Fördervereine gegründet, z. B. in Deutschland der „Hermann Gmeiner Fonds Deutschland e. V.“ (im Gegensatz zum „SOS-Kinderdorf e. V.“, der nur für den Bau und Unterhalt der deutschen Kinderdörfer zuständig war) oder in der Schweiz die „Schweizer Freunde der SOS-Kinderdörfer“. Die Spenden an diese Fördervereine werden ausschließlich für den Aufbau von Kinderdörfern in den Entwicklungsländern verwendet. In diesem Zusammenhang wurde auch ein neues Finanzierungsprogramm geboren, die Patenschaft. Hier hatte jeder die Möglichkeit, die Patenschaft für ein SOS-Kinderdorfkind irgendwo auf der Welt zu übernehmen und auch mit diesem in direkten Kontakt zu treten.
Hermann Gmeiner selbst fühlte sich im Kinderdorf Imst zuhause. Dorthin kehrte er, vor allem nach seinen zahlreichen Auslandsreisen, immer wieder zurück. Das Kinderdorf Imst war auch seine Familie, da er  nie heiratete und keine eigenen Kinder hatte.

### Tod
Nach 37 Jahren Arbeit im Dienste benachteiligter Kinder starb Gmeiner im 67. Lebensjahr am 26. April 1986 in Innsbruck an Krebs. Seinem Wunsch entsprechend, wurde er im Kinderdorf Imst begraben, wo auch eine kleine Gedenkstätte an ihn erinnert. Bereits 1985 hatte Gmeiner seinen Nachfolger bestellt: Helmut Kutin leitete seit dem Tod Gmeiners das weltweite Sozialwerk von 1986 bis 2012. Nachfolger Kutins wurde im Juli 2012 Siddhartha Kaul, dessen Nachfolger im Jahr 2021 als Präsident von SOS-Kinderdorf International Dereje Wordofa aus Äthiopien.
1986, im Todesjahr Gmeiners, gab es 233 Kinderdörfer in 85 Ländern, in denen 40.000 Kinder versorgt wurden. Im Jahr 2006 bestanden „1.715 Einrichtungen und Hilfsprogramme in 132 Ländern und Territorien“, in denen über 60.000 Kinder und Jugendliche basierend auf der Idee und dem Idealismus von Hermann Gmeiner betreut wurden. Und 2019 waren es 572 SOS-Kinderdörfer in 135 Ländern mit den dazugehörenden 2.100 Zusatzeinrichtungen. Darin werden 1,5 Millionen Kinder betreut. Albert Schweitzer bezeichnete die Kinderdörfer als „freundlichstes Wunder der Nachkriegszeit“. Gmeiner erhielt zu Lebzeiten insgesamt 96 Nominierungen für den Friedensnobelpreis.

## Schriften
- Eindrücke, Gedanken, Bekenntnisse. SOS-Kinderdorf-Verlag, Innsbruck, München 1979
- Die SOS-Kinderdörfer. SOS-Kinderdorf-Verlag, Innsbruck, München 1985
- Meine Töchter, meine Söhne. SOS-Kinderdorf-Verlag, Innsbruck, München 1987
- Ansichten & Einsichten. SOS-Kinderdorf-Verlag, Innsbruck, München 1990
- Alle Kinder dieser Welt, Die Botschaft des SOS-Kinderdorfgründers. Styria, Wien 2006, ISBN 3-222-13198-8 (Zitate von Hermann Gmeiner, zusammengestellt von Hansheinz Reinprecht)

## Auszeichnungen
- 1965 Komturkreuz des Päpstlicher Ordens „St. Gregorius Magnus“ von Paul VI.[7]
- 1969 Humanitärer Preis der deutschen Freimaurer
- 1974 Goldenes Ehrenzeichen des Landes Vorarlberg
- 1979 Sonning-Preis der Universität Kopenhagen
- 1980 Toni-Russ-Preis
- Ehrenmitglied der Österreichischen Akademie der Wissenschaften
- Ehrendoktor der Fordham University in New York
- Bundesverdienstkreuz der Bundesrepublik Deutschland
- Wateler Friedenspreis, Den Haag, Niederlande
- Grosskreuz für Verdienste des „St. Lazarus-Ordens“
- Aristoteles-Preis der Alexander-Onassis-Stiftung
- Ehrenbürger von Alberschwende, Bethlehem und Los Angeles
- Orden Bernardo O’Higgins

## Postume Ehrungen

### Hermann Gmeiner als Namensgeber
Eine kaum noch überschaubare Zahl von Schulen, Kindergärten, Straßen und Parks tragen heute Hermann Gmeiners Namen.
- Hermann-Gmeiner-Park, Wien
- Hermann-Gmeiner-Park, Dornbirn[8]

Schulen:
- Hermann-Gmeiner-Schule in Hinterbrühl
- Volksschule Hermann Gmeiner in Imst
- Hermann-Gmeiner-Schule, Grundschule in Monheim am Rhein
- Städt. Kath. Hermann-Gmeiner-Schule, Grundschule in Düsseldorf
- Im süddeutschen Ehingen (Donau) ist eine Förderschule nach Hermann Gmeiner benannt.
- Im westdeutschen Dormagen ist eine Hauptschule nach ihm benannt.
- Hermann-Gmeiner-Schule, Grundschule in Waldsee
- Hermann-Gmeiner-Realschule plus, Integrative Realschule in Daaden
- Hermann-Gmeiner-Schule, Gemeinschaftsgrundschule in Mönchengladbach

Straßen:
- Hermann-Gmeiner-Straße, Straße im Bonner Ortsteil Vilich
- Hermann-Gmeiner-Straße Innsbruck, Egerdach
- Hermann-Gmeiner-Straße Salzburg
- Hermann-Gmeiner-Straße, Straße im Espenauer Ortsteil Mönchehof (Espenau)
- Hermann-Gmeiner-Straße, Bad Vilbel
- Dr.-Hermann-Gmeiner-Gasse, Hinterbrühl
- Hermann-Gmeiner-Straße, Imst
- Hermann-Gmeiner-Straße in 555300 Cisnădie (Rumänien)
- Hermann-Gmeiner-Weg in 80637 München

### Weitere Ehrungen
- Hermann-Gmeiner Denkmal am Hermann Gmeiner Platz in Wien 1, gestiftet vom Architekten und Bratschisten Erich Boltenstern
- Hermann Gmeiner Messe, musisch-soziale Komposition von Gerald Spitzner (Uraufführung mit SOS-Kinderdorfkindern 1993), wurde von Helmut Kutin aufgezeichnet[9]
- 1994 widmete ihm die Österreichische Post eine Briefmarke.